# 上間久里
上間久里（かみまくり）は、埼玉県越谷市の大字。郵便番号は343-0043。

## 地理
埼玉県の東部地域で、越谷市の北部に位置する。せんげん台駅から近く、全域が宅地化している。もとは駅周辺も上間久里であったが、大部分が千間台東に地名変更されている。東部境界付近には新方川が流れる。下間久里の飛び地の中にある飛び地（5か所）と、千間台東ができて発生した駅南西部の長方形の飛び地がある。

## 歴史
かつては上間久里村であった。

### 年表
- 1889年（明治22年）4月1日 町村制施行により、上間久里村、下間久里村、大里村、大泊村、平方村が合併し南埼玉郡桜井村となり、桜井村の大字上間久里となる。
- 1954年（昭和29年）11月3日 桜井村が南埼玉郡越ヶ谷町、大沢町、新方村、増林村、大袋村、荻島村、出羽村、蒲生村、大相模村と合併し越谷町が成立、越谷町の大字となる。
- 1958年（昭和33年）11月3日 市制施行し越谷市の大字となる。
- 1981年（昭和56年）12月19日 - 大字上間久里と大字恩間の各一部から千間台東町（おおむね現千間台東1丁目）が成立。同日、千間台西の成立に伴い、大字上間久里の一部が千間台西となる。
- 1999年（平成11年）11月20日 - 間久里土地区画整理事業完了に伴い、大字上間久里の半分ほどが千間台東一丁目〜四丁目に再編された[4]。その過程で線路西側の地域は飛び地となった。

## 世帯数と人口
2022年（令和4年）1月1日現在の世帯数と人口は以下の通りである。
| 町丁         | 世帯数    | 人口    |
| ------------ | --------- | ------- |
| 大字上間久里 | 1,665世帯 | 3,623人 |

## 小・中学校の学区
市立小・中学校に通う場合、学区（校区）は以下の通りとなる。
| 番地     | 小学校                                     | 中学校             |
| -------- | ------------------------------------------ | ------------------ |
| 一部     | 越谷市立桜井南小学校                       | 越谷市立北中学校   |
| 一部     | 越谷市立桜井小学校                         | 越谷市立北中学校   |
| 一部     | 越谷市立桜井南小学校                       | 越谷市立北陽中学校 |
| 一部     | 越谷市立大袋北小学校                       | 越谷市立北中学校   |
| 一部     | 越谷市立大袋東小学校                       | 越谷市立大袋中学校 |
| 161〜201 | 越谷市立桜井小学校（越谷市立桜井南小学校） | 越谷市立北陽中学校 |
| 202〜216 | 越谷市立桜井小学校                         | 越谷市立平方中学校 |
| 323      | 越谷市立桜井小学校                         | 越谷市立北陽中学校 |

## 交通
飛地の一部が東武伊勢崎線（東武スカイツリーライン）の用地に掛かるが、駅は設置されていない。

### 道路
- 国道4号
- 国道4号越谷春日部バイパス
- 埼玉県道115号越谷八潮線（コスモス通り）
- 北高通り
- コスモス通り

## 施設
- 県営越谷間久里団地
- 桜井青空公園
- 上間久里東公園
- 上間久里ポンプ場
- まるさん公園